# Eduardo Pacheco
Eduardo « Eddie » Pacheco, né le 4 janvier 1936, à Manille, aux Philippines et décédé le 9 décembre 2009, est un ancien joueur philippin de basket-ball et de football. 

## Biographie
Eddie Pacheco participe avec l'équipe nationale de basket-ball aux Jeux olympiques d'été de 1960, aux Jeux asiatiques de 1962 et avec l'équipe nationale de football aux Jeux asiatiques de 1954 et 1958.

## Palmarès
Basket-ball
- Vainqueur des Jeux asiatiques de 1962